# Ord&Bild
Ord&Bild, tidligere Ord och Bild, er Sveriges ældste kulturtidsskrift som fortsat udgives. Det er grundlagt i 1892 af Karl Wåhlin og er kendetegnet ved gennem hele sin historie aldrig at have været en del af en mediekoncern, og det har dermed kunnet indtage en uafhængig holdning. Ord&Bild behandler litteratur, filosofi og politik. Mange af Sveriges mest kendte skribenter har været publiceret i tidsskriftet. Ligesom en del danske forfattere, som f.eks. Harald Kidde og Tom Kristensen, har fået udgivet noveller og digte i Ord&Bild.
Siden 1980'erne har redaktionen haft sæde i Göteborg. Ord&Bild indgår i det europæiske kulturtidsskriftnetværk Eurozine.

## Redaktører
- Karl Wåhlin (1892-1937)
- Sven Rinman (1938-1950)
- Lennart Josephson (1951-1957)
- Björn Julén (1958-1961)
- Lars Bäckström (1962-1970)
- Björn Håkanson (1963)
- Lars Bjurman (1963-1972)
- Annika Engström (1968-1971)
- Lars Kleberg (1970-1971)
- Staffan Cullberg (1971)
- Agneta Pleijel (1971-1975)
- Tomas Forser (1972-1974)
- Per Lysander (1972-1977)
- Ingvar Lindblom (1974-1979)
- Maria Bergom Larsson (1975-1976)
- Eva Adolfsson (1976-1982)
- Lars Linder (1977-1982)
- Ingamaj Beck (1978)
- Birgit Munkhammar (1980)
- Ingmar Karlsson (1981)
- Madeleine Gustafsson (1982-1984)
- Svante Weyler (1979-1985)
- Lars Hansson (1979-1987)
- Björn Linnell (1984-1985)
- Ola Holmgren (1985-1986)
- Mikael Löfgren (1985-1989)
- Johan Öberg (1990-1994)
- David Karlsson (1995-1998)
- Carl Henrik Fredriksson (1998-2001)
- Annika Ruth Persson (2001-2004)
- Cecilia Verdinelli Peralta (2004-2009)
- Martin Engberg 2009-

## Ekstern henvisning
- www.tidskriftenordobild.se